# Morphème
En linguistique, le morphème est un concept et un outil[pas clair] pour l'analyse linguistique qui renvoie selon les auteurs à des acceptions légèrement différentes : il peut en effet désigner soit le plus petit élément significatif grammatical[pas clair] d'un mot (isolé par segmentation et le plus souvent dépourvu d'autonomie linguistique par opposition au lexème), soit plus largement une unité minimale de signification. Dans cette deuxième acception, il est alors fait la distinction[pas clair] entre morphème lexical (synonyme en ce cas[Lequel ?] de lexème —  soit un ensemble de phonèmes constituant une unité lexicale ou sémantique —) et morphème grammatical (marques grammaticales ou morphèmes au sens restreint[pas clair]), .
Enfin, plus récemment, en grammaire générative, il existe un sens plus abstrait, caractérisant un processus de transformation — par exemple : négation, ou mise au passé — et regroupant différents morphes,. La morphologie est en linguistique l'étude des morphèmes.
Par exemple, le mot chanteurs est composé selon les auteurs de trois morphèmes, le premier lexical et les deux seconds grammaticaux : chant- « chant », -eur- « celui qui fait » et -s (marque du pluriel à l'écrit seulement) ou (école Martinet), d'un lexème et de deux morphèmes.
Un autre exemple est couraient, qui est composé de cour- « courir », -ai- (marque de l'imparfait) et -ent (3e personne du pluriel à l'écrit, « ils »).
Cet exemple est sans segmentation de mot : pomme de terre est composé de trois morphèmes (deux morphèmes lexicaux, « pomme » et « terre », et un morphème grammatical, « de ») mais constitue en lui-même un seul nouveau morphème lexical ou lexème qui a un sens propre, différent de pomme ou terre, et qui contient la signification « pomme de terre », le légume en question.
De même que le phonème, le morphème est une entité abstraite, qui est susceptible de se réaliser de plusieurs manières dans la chaîne parlée : ainsi, en français, la préposition en est un morphème, mais selon qu'elle est suivie par un mot qui commence par une voyelle ou par une consonne, elle est réalisée [ɑ̃] (comme dans en France [ɑ̃fʁɑ̃s]) ou [ɑ̃n] (comme dans en Italie [ɑ̃nitali]), phénomène phonétique que l'on désigne couramment par l'expression « faire la liaison », ou par le terme plus technique de « sandhi externe ».
Un autre exemple est qu'en finnois, le morphème exprimant l'inessif (la désinence qui indique qu'il se situe dans un lieu) peut se réaliser, selon les mots, de deux manières différentes, selon l'harmonie vocalique : -ssa ou -ssä. Ainsi, en notant talossa « dans la maison » mais päässä « dans la tête », on note par convention ce morphème sous la forme -ssA (A est une variable qui peut prendre les valeurs a ou ä), et on dit que -ssa et -ssä sont les morphes (ou les allomorphes) de -ssA.

## Typologie des morphèmes

### Morphèmes lexicaux ou grammaticaux
Il existe deux grandes catégories de morphèmes : les morphèmes lexicaux (lexèmes) et les morphèmes grammaticaux (grammèmes). Dans la terminologie de la linguistique fonctionnelle d'André Martinet, ces deux catégories sont regroupées sous le nom de monème (il faut bien distinguer que monème désigne l'unité significative de première articulation pour désambiguïser le terme morphème), et le terme de morphème est réservé aux seuls morphèmes grammaticaux.
Les morphèmes grammaticaux sont en nombre limité et appartiennent à une classe fermée, tels que tu, à, et.etc. Il s'agit de pronoms, prépositions, conjonctions, déterminants, affixes : des listes de mots qui ne varient pratiquement jamais.
Les morphèmes lexicaux appartiennent à une classe ouverte, tels que lave, vite, lune, etc. Il s'agit de noms, adjectifs, verbes ou adverbes. On y ajoute des mots récents (comme c'est méga bien).

### Morphèmes liés ou libres
On peut dire d'un morphème qu'il est :
- Lié s'il ne se manifeste pas comme lemme et n'existe jamais à l'état libre mais est toujours rattaché à un autre morphème appelé base : -ons dans ouvr-ons ou re- dans re-faire ou un radical comme -cevoir (re-cevoir, per-cevoir, dé-cevoir, etc.) qui n'existe pas non plus à l'état libre.
- Libre s'il peut constituer un mot : le ou beau sont libres.

### Morphèmes dérivationnels et flexionnels
Parmi les morphèmes liés, on distingue traditionnellement deux classes : les morphèmes dérivationnels et les morphèmes flexionnels.

#### Morphèmes dérivationnels
Les morphèmes dérivationnels, ou affixes, servent à la création de nouveaux mots lexicaux par dérivation.
On distingue deux types principaux de morphèmes dérivationnels selon deux critères : la place qu'ils occupent par rapport à la base lexicale sur laquelle ils se greffent et leur effet sur la catégorie de la base.
- Les préfixes sont des affixes qui sont antéposés à la base, tel que « dé- » dans « défaire » et « re- » dans « refaire ». Les préfixes ne provoquent jamais de changement de catégorie grammaticale de la base.
- Les suffixes sont des affixes qui sont postposés à la base, tel que « -ment » dans « agréablement » et « -able » dans « mangeable ». Les suffixes peuvent entraîner un changement de catégorie grammaticale de la base.

La dérivation peut s'opérer à la fois par une préfixation et une suffixation, et on parle alors de dérivation parasynthétique.
Les circonfixes sont des affixes qui sont en deux morceaux, un au début du mot et un autre à la fin.

#### Morphèmes flexionnels
Les morphèmes flexionnels, ou flexions, indiquent la relation que la base à laquelle ils s'ajoutent entretient avec les autres unités de l'énoncé.
On distingue deux types principaux de flexions selon la catégorie de la base :
- les flexions qui concernent les bases nominales, adjectivales et pronominales. Elles sont de trois sortes en français : le genre, le nombre et les cas ;
- les flexions verbales qui correspondent à la conjugaison des verbes. Elles ont pour fonction de marquer la personne, le nombre, le temps, le mode et la voix.

Un morphème flexionnel ne modifie jamais la catégorie de la base à laquelle il s'adjoint, contrairement aux morphèmes dérivationnels.

#### Discussion
Certains linguistes refusent la classification précédente parce qu'elle serait valable au mieux pour les langues de l'Antiquité classique :
- pour les langues indo-européennes modernes, elle serait introduite par la projection du passé dans le présent de la langue, ce qui est contraire au principe de description synchronique ;
- pour de nombreuses langues non indo-européennes, elle n'aurait guère de sens.

C'est pourquoi la tendance est à appeler du même nom toutes les unités significatives entrant dans le mot : morpheme ou formative en anglais, morphème ou formant en français.

### Morphèmes autonomes ou dépendants
On peut dire d'un morphème qu'il est
- autonome s'il peut constituer un énoncé à lui seul (comme une réponse à une question) et ne dépend pas forcément d'autres éléments : rouge, ville ;
- dépendant s'il est lié à d'autres mots de la phrase (qu'ils soient présents ou supposés) qu'il sert à construire : de, il, avec, demain. Cependant, avec peut constituer un énoncé valide (Ton café, avec ou sans sucre ? Avec.), mais il faut tout de même sous-entendre un autre terme, et il reste donc dépendant. De même pour demain, qui nécessite une situation de communication : « demain par rapport au moment où je parle ».

### Morphologie des morphèmes
On peut distinguer les morphèmes selon leur morphologie.

#### Morphèmes à signifiant discontinu
Les morphèmes à signifiant discontinu sont formés d'une succession d'éléments répartis à plusieurs endroits dans un énoncé.
- « Il ne sait pas » est composé notamment d'un morphème discontinu « ne (...) pas » qui indique la négation ;
- « Il a mangé » comporte un morphème discontinu « a (...) -é » qui indique le temps du passé composé.

#### Morphèmes amalgamés en un seul signifiant
Certains morphèmes s'amalgament en un seul signifiant :
- dans l'énoncé « Aller au marché », « au » est un amalgame des morphèmes « à » et « le » ;
- dans l'énoncé « La niche du chien », « du » est un amalgame des morphèmes « de » et « le ».

#### Morphèmes à signifiant zéro
Les morphèmes à signifiant zéro sont des morphèmes non marqués, des silences qui signifient quelque chose. On peut comparer les trois énoncés suivants, leur transcription phonologique et leur découpage en morphèmes :
- mangions /mɑ̃ʒ-j-ɔ̃/ ;
- mangerons /mɑ̃ʒ-r-ɔ̃/ ;
- mangeons /mɑ̃ʒ-Ø-ɔ̃/.

On peut considérer que mangeons comporte un morphème à signifiant zéro qui indique le présent par opposition aux morphèmes /j/, qui indique l'imparfait, et /r/, qui indique le futur simple.

#### Allomorphes
Les morphèmes qui sont des variations contextuelles, donc en distribution complémentaire, sont des allomorphes.
Par exemple, all- (dans "allons"), v- (dans "vais"), i- (dans "iras") sont trois allomorphes du verbe "aller"
De même, pour les terminaisons "-âmes", "-îmes" et "-ûmes" du passé simple, ces morphèmes grammaticaux sont trois allomorphes, trois signifiants ayant pour signifié le passé simple.

#### Synthèmes
Dans la terminologie de Martinet, les morphèmes multiples qui fonctionnent comme un morphème simple sont appelés synthèmes, des combinaisons figées d'unités significatives minimales :
- Pomme de terre se définit par rapport à poireau, chou, etc., mais le locuteur ne choisit pas successivement pomme par rapport à poire, terre par rapport à eau, etc.

(Toutefois, Martinet utilise le terme monème, plutôt que morphème).

## Morphèmes et morphes
La nature même des « unités significatives minimales » qu'on cherche à identifier pose un problème. On peut se demander s'il s'agit :
- d'entités physiques, perceptibles (des signifiants au sens de Ferdinand de Saussure)
- de signes (au sens de Saussure), d'entités ni sémantiques ni physiques mais ayant des manifestations dans ces deux domaines.

En effet, par exemple:
- le i- de ira et le all- de allons désignent tous les deux le même concept aller
- le -a du latin bona (« bonne ») indique à la fois le genre (féminin), le cas (nominatif) et le nombre (singulier).

C'est pourquoi certains linguistes américains appellent morphe toute unité phonétique significative qui ne peut être analysée en éléments phoniques significatifs plus petits. Les morphèmes sont alors redéfinis comme des classes, ou ensembles, de morphes.
Ainsi, dans l'exemple précédent, i-, all- et a- sont tous des morphes :
- i- et all- sont considérés comme des allomorphes (ils apportent la même information sémantique, et leur substitution n'est pas possible)
- le -a de bona, chargé d'informations multiples, est appelé morphe-portemanteau (il est considéré comme membre de plusieurs morphèmes différents) ou morphème amalgamé.